# Leptomantispa chaos
Leptomantispa chaos är en insektsart som beskrevs av Hoffman in Penny 2002. Leptomantispa chaos ingår i släktet Leptomantispa och familjen fångsländor. Inga underarter finns listade i Catalogue of Life.